# مارکو کاپارلا
مارکو کاپارلا (انگلیسی: Marco Capparella؛ زادهٔ ۲۸ مارس ۱۹۷۵) بازیکن فوتبال اهل ایتالیا است.
از باشگاه‌هایی که در آن بازی کرده‌است می‌توان به باشگاه فوتبال پروجا، باشگاه فوتبال آسکولی، باشگاه فوتبال کاتانیا، باشگاه فوتبال یووه استابیا، باشگاه فوتبال ناپولی، باشگاه فوتبال آولینو، و باشگاه فوتبال وارزه اشاره کرد.